# سنو رانر
سنو رانر (بالإنجليزية: )، هي لعبة فيديو أمريكية، من تطوير سايبر إنتراكتيف الأمريكية، ونشرها فوكس هوم إنتراكتيف الفرنسية، صدرت اللعبة في الأسواق سنة 2020، وتعمل لمنصات بلاي ستيشن 4، إكس بوكس ون ومايكروسوفت ويندوز.